# Албания на зимних Олимпийских играх 2010
Албания на зимних Олимпийских играх 2010 была представлена одним спортсменом в горнолыжном спорте.

## Результаты соревнований

### Горнолыжный спорт
Мужчины
| Соревнование      | Спортсмены | 1 спуск | 2 спуск | Всего   | Отставание | Место |
| ----------------- | ---------- | ------- | ------- | ------- | ---------- | ----- |
| Гигантский слалом | Эрён Тола  | 1:27,57 | 1:31,70 | 2:59,27 | +21,44     | 63    |
| Слалом            | Эрён Тола  | 1:33,94 | 1:09,94 | 2:43,88 | +1:04,56   | 48    |